# Lower Hutt
Lower Hutt is een stad in de regio Wellington op het noordereiland van Nieuw-Zeeland. Het is de tiende stad van het land en ligt 12 kilometer ten noordoosten van Wellington. De economie van Lower Hutt draait met name op de lichte industrie. Ook werken veel inwoners van Lower Hutt in Wellington.

## Geschiedenis
Voor er zich Europeanen in het gebied vestigden, was "Hutt Valley" een dichtbebost gebied. Māori bewoonde het gebied in verschillende kleine nederzettingen. De Māori verwelkomde de komst van het schip "Tory" in 1839, William Wakefield van de New Zealand Company onderhandelde met de stamhoofden om een nederzetting toe te staan. Het eerste schip met immigranten arriveerde op 22 januari 1840. De eerste nederzetting dicht bij de monding van de Hutt River heette Britannia. Hutt River dankt zijn naam aan de oprichter en voorzitter van de New Zealand Company Sir William Hutt.
Door de komst van de spoorlijn naar Wellington in 1874 groeide de bevolking rond Hutt River erg snel en ontstonden diverse plaatsen die zich later zouden vormen tot Lower en Upper Hutt. De naam Lower Hutt werd officieel in gebruik genomen op 1 december 1910. In 1941 werd Lower Hutt een stad.

## Vogels
Er komen veel vogels voor in het gebied rond Lower Hutt:
- de Nieuw-Zeelandse vruchtenduif of kererū, die wel wat lijkt op de houtduif, maar groter is
- de toei
- koekoek

## Panorama's

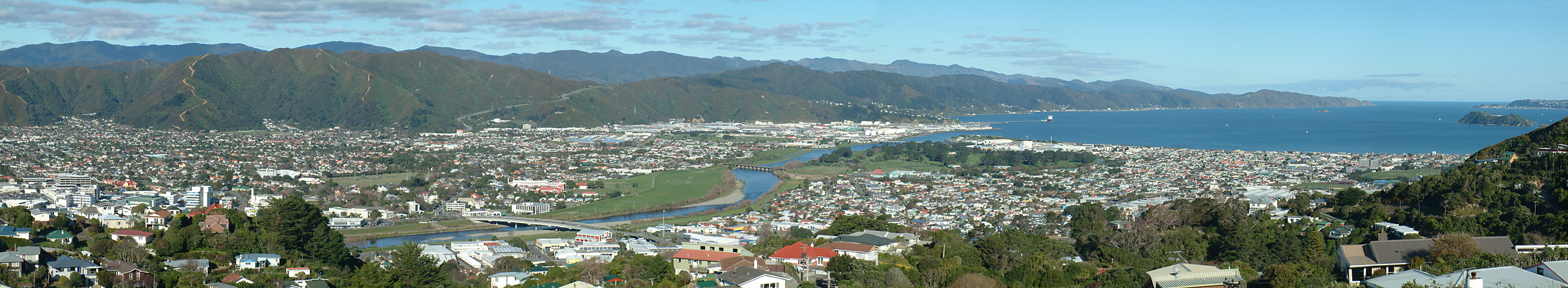
Panorama van Lower Hutt vanuit Normandale

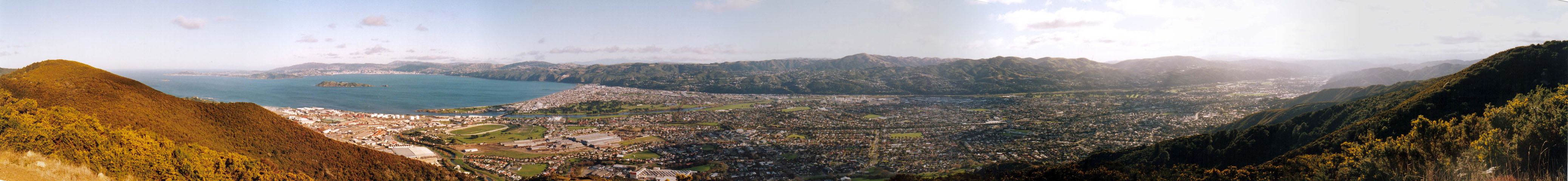
Panorama van Lower Hutt vanaf de top van de Wainuiomata heuvels

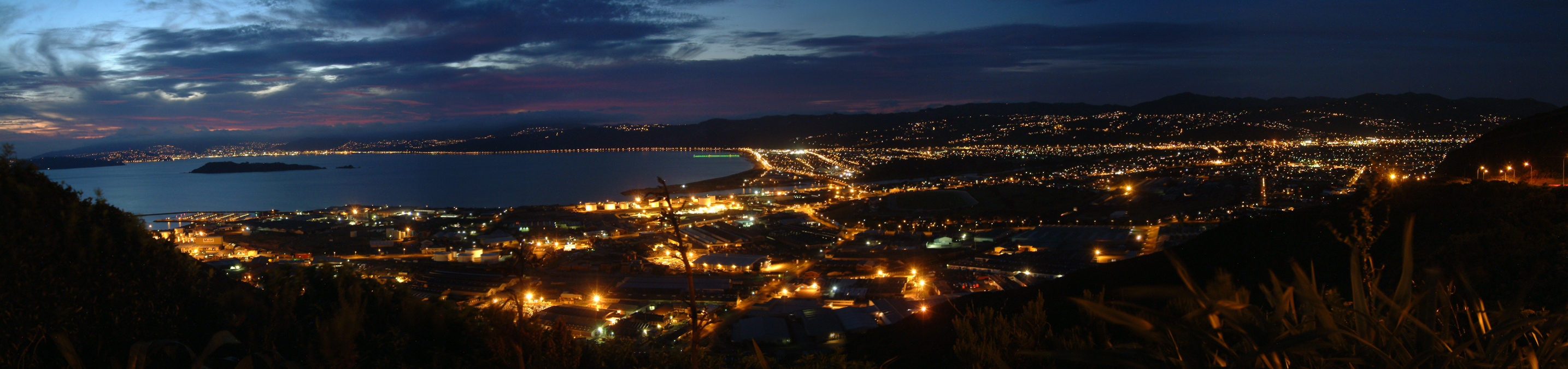
Panorama van Wellington haven vanaf het zuiden van Lower Hutt

## Geboren
- Nick Willis (1983), atleet